# 高木登 (競馬)
高木 登（たかぎ のぼる、1965年5月25日 - ）は、日本中央競馬会(JRA)・美浦トレーニングセンターに所属する調教師である。

## 来歴
2007年3月に開業。2007年3月10日の中山8レースのサオヒメで初出走・初勝利を果たす。
2013年6月30日の函館3レースのシュウギンでJRA通算100勝を達成する。
2014年に毎日杯のマイネルフロストで2007年の開業から8年目で重賞初制覇を果たすとその年のスプリンターズステークスにおいてスノードラゴンでGI初制覇を遂げた。
2023年にはウシュバテソーロでドバイワールドカップを制覇。海外重賞ならびに海外G1初制覇を成し遂げた。
ダートで好成績を挙げる厩舎として知られ、2023年9月時点JRAで芝113勝しているのに対し、ダートは228勝と2倍の勝ち星を挙げている。また芝重賞5勝、障害重賞1勝に対し、ダート重賞は地方海外合わせて18勝している。

## 調教師成績
|            | 日付           | 競馬場・開催  | 競走名          | 馬名               | 頭数 | 人気 | 着順 |
| ---------- | -------------- | ------------- | --------------- | ------------------ | ---- | ---- | ---- |
| 初出走     | 2007年03月10日 | 2回中山5日08R | 4歳500万下      | サオヒメ           | 16頭 | 02   | 01着 |
| 初勝利     | 2007年03月10日 | 2回中山5日08R | 4歳500万下      | サオヒメ           | 16頭 | 02   | 01着 |
| 重賞初出走 | 2007年10月27日 | 4回東京8日11R | 武蔵野S         | サイレンスボーイ   | 14頭 | 14   | 10着 |
| 重賞初勝利 | 2014年03月29日 | 2回阪神1日11R | 毎日杯          | マイネルフロスト   | 14頭 | 05   | 01着 |
| GI初出走   | 2012年05月06日 | 2回東京6日11R | NHKマイルC      | メジャーアスリート | 18頭 | 12   | 15着 |
| GI初勝利   | 2014年10月05日 | 3回新潟8日11R | スプリンターズS | スノードラゴン     | 18頭 | 13   | 01着 |

## 主な管理馬

### GI級競走優勝馬
※括弧内は当該馬の優勝重賞競走、太字はGI級競走。
- スノードラゴン（2014年スプリンターズステークス）
- ホワイトフーガ（2015年関東オークス、JBCレディスクラシック、2016年TCK女王盃、スパーキングレディーカップ、JBCレディスクラシック、2017年マリーンカップ、さきたま杯）
- サウンドトゥルー（2015年東京大賞典、日本テレビ盃、2016年チャンピオンズカップ、2017年JBCクラシック）
- ニシノデイジー （2018年札幌2歳ステークス、東京スポーツ杯2歳ステークス、2022年中山大障害、2024年中山大障害）
- ウシュバテソーロ（2022年東京大賞典、2023年川崎記念、ドバイワールドカップ、日本テレビ盃、東京大賞典）[2]

### その他重賞競走優勝馬
- マイネルフロスト（2014年毎日杯）
- ウインマーレライ（2014年ラジオNIKKEI賞）
- ルールソヴァール （2018年佐賀記念）
- アナザートゥルース （2019年アンタレスステークス、2020年ダイオライト記念）
- バーナードループ（2020年兵庫チャンピオンシップ）
- ヴィブラフォン （2023年神奈川記念）
- ヴァルツァーシャル （2024年マーチステークス）

## 主な厩舎所属者
- 菅原明良(2019年 - )